# 祁家庙镇
祁家庙镇，是中华人民共和国甘肃省定西市渭源县下辖的一个乡镇级行政单位。
2017年，甘肃省民政厅批复同意撤销祁家庙乡，设立祁家庙镇。

## 行政区划
祁家庙镇下辖以下地区：
官路村、边家堡村、露巴村、红土庄村、祁家沟村、石家营村、川套村、乔家沟村、金家坪村、烟雾沟村、瓦楼村、大寨子村和郭家山村。